# 임국희
임국희(林菊姬, 1938년 1월 17일 ~ )는 대한민국의 아나운서, 라디오 진행자, DJ이다.

## 생애
1938년 1월 17일생으로 성균관대학교 사학과를 졸업했다. 1961년 KBS 아나운서로 입사. 1964년  동양방송이 개국함에 따라 문화방송 창설요원들이 대거 이탈하자 영입 제안을 받고 임택근, 최세훈 아나운서 등과 함께 MBC 아나운서로 이적하여 1974년까지 MBC 소속으로 활동했다. 임국희는 MBC 라디오에서 심야시간대에 '한밤의 음악편지'의 진행을 맡아 MBC 라디오를 대표하는 MC로 활약했으며, 1974년 이후에는 프리랜서 아나운서가 되었다. 1975년부터는 여성살롱 임국희예요의 DJ로 활약하며 여전한 명MC로서의 인기를 누렸고 1983년 MBC 연기대상에서 라디오부문 최우수상(대상급)을 수상했다. 2003년 6월에는 방송문화진흥회 이사로 임명됐고, 2015년 3월부터 2019년 2월까지 한국아나운서클럽회장직을 역임했다.

## 라디오 방송 활동
- MBC 《한밤의 음악편지》 진행 (1964년 9월 1일 ~ 1973년)
- MBC 《여성살롱 임국희예요》 DJ (1975년 ~ 1988년)